# Шишов, Фёдор Фёдорович
Фёдор Фёдорович Шишов (22 июля 1901, д. Лутино, Владимирская губерния, Российская империя — 5 августа 1944, Каунасский район, Литовская ССР, СССР) — советский военачальник, полковник (1943).

## Биография
Родился 22 июля 1901 года в деревне Лутино, ныне несуществующее село располагавшееся на территории нынешнего Черкутинского сельского поселения Собинского района, Владимирской области. Русский.

### Военная служба

#### Гражданская война
В феврале 1919 года добровольно вступил в РККА в городе Фатеж Курской губернии и зачислен красноармейцем в 84-й военно-дорожный отряд 13-й армии (штаб — в г. Брянск). В его составе участвовал в боях против белогвардейских войск генерала А. И. Деникина в районе г. Фатеж. С августа 1919 года командовал взводом в этом отряде. При отступлении войск Южного фронта отряд влился в 89-й военно-дорожный отряд, а Шишов назначен в нём командиром взвода (штаб — в г. Козельск Калужской губ.). С января 1920 года он был командирован на Московские советские военно-технические курсы краскомов, по их окончании с апреля 1921 года командовал взводом Военно-инженерной дистанции во Владимирской губернии.

#### Межвоенные годы
С февраля 1922 года проходил службу политруком 95-й дорожно-мостовой роты 48-й стрелковой дивизии МВО в городе Тверь. С июня стажировался в отдельной саперной роте дивизии, и. д. командира отделения, заведующего саперным классом, командира взвода. С июля 1923 года командовал взводом в 150-й отдельной роте ЧОН в городе Ковров. В марте 1924 года переведен в 81-ю стрелковую дивизию в городе Калуга, где командовал взводом в 242-м стрелковом полку и в дивизионной школе, затем в 241-м стрелковом полку. С августа 1925 года был курсантом и командиром взвода в Московской пехотной школе им. М. Ю. Ашенбреннера. Член ВКП(б) с 1925 года. По её окончании в августе 1927 года назначен в 40-й стрелковый полк 14-й стрелковой дивизии МВО в городе Владимир, где проходил службу пом. командира и командиром роты, начальником штаба батальона. В феврале — апреле 1932 г. находился на учёбе на курсах «Выстрел». По их окончании вернулся в дивизию и был назначен в 42-й стрелковый полк в городе Шуя, где проходил службу командиром батальона и пом. начальника штаба полка. С октября 1933 года и. д. пом. начальника 4-го сектора 6-го отдела штаба МВО, с апреля 1934 года был пом. начальника 1-й части штаба 17-й стрелковой дивизии в городе Горький. В мае 1934 года Шишов зачислен слушателем в Военную академию РККА им. М. В. Фрунзе, по окончании в декабре 1937 года назначен начальником 1-го отделения штаба Киевского УРа. С марта 1939 года и. д. начальника 1-го отделения 1-го отдела штаба Винницкой армейской группы войск (с сентября — 6-я армия). В её составе участвовал в походе Красной армии в Западную Украину. В декабре 1939 года майор Шишов зачислен слушателем в Академию Генштаба РККА.

#### Великая Отечественная война
27 июня 1941 года он был назначен старшим помощником начальника 2-го отдела Организационного управления Генштаба Красной армии (с августа — старший пом. 2-го отдела Организационно-штатного управления Главного управления формирования и укомплектования войск Красной армии). В октябре 1941 года майор Шишов назначен начальником 1-го отделения, он же зам. начальника оперативного отдела штаба 10-й резервной армии, находившейся на формировании в ПриВО. К началу декабря армия, находясь в резерве Ставки ВГК, была сосредоточена юго-западнее Рязани и с 1 декабря включена в состав Западного фронта. 15 декабря 1941 года майор Шишов назначен начальником штаба 326-й стрелковой дивизии этой армии. В её составе принимал участие в Калужской и Ржевско-Вяземской наступательных операциях, в освобождении городов Епифань, Плавск, Белёв, Козельск, Сухиничи. Особо отличился в боях 19 и 20 декабря 1941 года на подступах к город Плавск и при освобождении города. За хорошую организацию боя он был награждён орденом Красной Звезды. В начале апреля подполковник Шишов был отстранен от должности и зачислен в резерв начсостава Военного совета 10-й армии, затем направлен в 16-ю армию.
19 апреля 1942 года назначен начальником штаба 30-й отдельной стрелковой бригады в составе 5-го гвардейского стрелкового корпуса. С 27 апреля 1942 года — начальник штаба 123-й отдельной стрелковой бригады этой же армии, с сентября того же года вступил в командование бригадой. С октября по декабрь 1942 года она находилась на пополнении в МВО, затем была направлена на Ленинградский фронт и в составе 67-й армии участвовала в прорыве блокады Ленинграда (операция «Искра»). Именно её подразделения под его командованием (1-й батальон бригады) 18 января 1943 года в 9.30 первыми на Ленинградском фронте соединились с частями 372-й стрелковой дивизии Волховского фронта на восточной окраине Рабочего поселка № 1. Кроме того, бригада в ходе операции содействовала частям 86-й стрелковой дивизии в освобождении города Шлиссельбург. По завершении операции она была расформирована.
22 апреля 1943 года полковник Шишов допущен к и. д. командира 124-й стрелковой дивизии 67-й армии (утвержден приказом НКО от 04.06.1943). Её части занимали оборону по западному побережью Ладожского озера, вели подготовку к Мгинской наступательной операции. С 15 июля 1943 года по 10 января 1944 года Шишов проходил обучение в Высшей военной академии им. К. Е. Ворошилова, по окончании её краткосрочного курса зачислен в распоряжение Военного совета Западного фронта. С 19 февраля 1944 года вступил в должность заместителя командира 371-й стрелковой дивизии. Приказом по войскам Западного фронта от 5 марта 1944 года допущен к временному и. д. командира этой дивизии. Её части в составе 33-й армии занимали оборону юго-восточнее города Витебск. 25 мая 1944 года, в связи с возвращением из госпиталя бывшего командира дивизии генерал-майора В. Л. Алексеенко, он был освобожден от должности и зачислен в резерв Военного совета Западного фронта. С 8 мая 1944 года вступил в командование 97-й стрелковой дивизией. Её части в составе 65-го стрелкового корпуса 5-й армии 3-го Белорусского фронта принимали участие в Витебско-Оршанской наступательной операции, в освобождении города Витебск. За отличия в этих боях она получила наименование «Витебская». С 3 июля 1944 года полковник Шишов занимал должность заместителя командира 159-й стрелковой Витебской дивизии. С 6 июля она в составе 45-го стрелкового корпуса участвовала в Вильнюсской наступательной операции. За образцовое выполнение заданий командования в боях за овладение городом Вильнюс Указом Президиума Верховного Совета СССР от 25.07.1944 она была награждена орденом Красного Знамени. В ходе Каунасской наступательной операции полковник Шишов 3 августа 1944 года подорвался на противотанковой мине и 5 августа скончался от полученных ран.
Похоронен в городе Каунас на воинском кладбище.

## Награды
- орден Отечественной войны I степени (03.11.1944)[8]
- орден Красной Звезды (12.04.1942)[9]
  - медали в том числе:
  - «XX лет Рабоче-Крестьянской Красной Армии» (1938)[8].
  - «За оборону Ленинграда» (1943)[10]